# 堀俊輔
堀 俊輔（ほり しゅんすけ、1950年6月3日 - ）は、日本の指揮者。中部フィルハーモニー交響楽団プロダクション・アドバイザー＆レジデンス・コンダクター（正指揮者）。通称はホリヤン（自称：ヘルベルト・フォン・ホリヤン）。

## 人物・来歴
- 大阪府出身。早稲田大学英文科を経て、東京芸術大学指揮科に入学。指揮を佐藤功太郎、ジャン・フルネ、作曲を尾高惇忠、ソルフェージュ、スコアリーディングをアンリエット・ピュイグ＝ロジェの各氏に師事。
- 指揮科卒業後、読売日本交響楽団、新星日本交響楽団、大阪フィルハーモニー交響楽団、京都市交響楽団、九州交響楽団など国内各地の主要オーケストラに客演。
- 1989年 東京交響楽団副指揮者に就任。
- 1990年 東京交響楽団特別演奏会で正式デビュー。
- 1991年秋 東京交響楽団創立45周年世界ツアーに秋山和慶と共に指揮者として同行、10月にはニューヨーク州シラキュース交響楽団定期演奏会を指揮。
- 1994年9月 オラトリオ東京創立。
- 1995年5月 オラトリオ東京旗揚げ公演。
- 1999年 平成10年度文化庁在外研修員としてニューヨーク・メトロポリタン歌劇場でジェームズ・レヴァイン、ヴァレリー・ゲルギエフの下に研鑚を積む。
- 2001年9月 サンクトペテルブルク音楽祭に登場し、サンクトペテルブルク交響楽団を指揮。
- 2003年4月 ゲルギエフの後任として同地で開催のプロコフィエフ国際コンクール指揮部門審査員に招聘。
- 2004年 リスボン・メトロポリタン・オーケストラ（ポルトガル）客演などロシア、ヨーロッパへも活動範囲を広げる。
- 2006年 シュトゥットガルト・バッハ・アカデミー2006において指揮者部門最優秀賞。
- 2008年9月 東京交響楽団クリエイティブ・アドヴァイザー/教育音楽・音楽普及担当に就任。
- 2010年4月 中部フィルハーモニー交響楽団プロダクション・アドバイザー＆レジデンス・コンダクターに就任。

特に東京交響楽団との共同作業が知られており、『楽園とペーリ』（レコード芸術特選）、デュリュフレ「レクイエム」（レコード芸術特選）の他、多数のCDがリリースされている。
合唱指揮者としても二期会合唱団、藤原歌劇団合唱部をはじめ数多くの合唱団に客演する。東響コーラス、東京シティ・フィル・コーア、神奈川フィル合唱団などオーケストラ専属合唱団の創立指揮者として活動している。

## 著書
- 『ヘルベルト・フォン・ホリヤンのモーツァルトは振るべからず』（カワイ出版、1992年）
- 『ヘルベルト・フォン・ホリヤンの本日も満員御礼!』（ヤマハミュージックメディア、2003年）